# Percy Faith
Percy Faith (n. 7 aprilie 1908, Toronto, Ontario, Canada – d. 9 februarie 1976, Encino, California, SUA) a fost un compozitor și dirijor american de origine canadiană.